# کروپن
کروپن (به آلمانی: Kroppen) یک شهر در آلمان است که در اوبرشپریوالد-لاوزیتس واقع شده‌است. کروپن ۷۵۳ نفر جمعیت دارد.